# Camille Mermod
Camille Mermod, né le 12 octobre 1878 à Martignat (Ain) et mort le 11 août 1967 à Martignat, est un homme politique français.

## Biographie
Camille Mermod naît sous la Troisième République à Martignat dans le département de l'Ain, le 12 octobre 1878.
Industriel, il est député de l'Ain après la Première Guerre mondiale, de 1919 à 1924, inscrit au groupe de l'Entente républicaine démocratique, et de 1934 à 1936, à la Fédération républicaine.
Sous la période d'Occupation de la France par l'Allemagne pendant la Seconde Guerre mondiale, il est commissaire du gouvernement de Vichy à Blois (Loir-et-Cher).
Entre 1937 et 1947, Camille Mermod est propriétaire du château d'Adon (Loiret).
Il meurt le 11 août 1967 à Martignat à l'âge de 88 ans.
Sa fille Lucille (née en 1913) a épousé l'archiviste Jean Mallon, connu pour ses travaux sur la paléographie latine.

## Sources
- « Camille Mermod », dans le Dictionnaire des parlementaires français (1889-1940), sous la direction de Jean Jolly, PUF, 1960 [détail de l’édition]